# Guaramacal (paroisse civile)
Pour les articles homonymes, voir Guaramacal.
Guaramacal est l'une des douze paroisses civiles de la municipalité de Boconó dans l'État de Trujillo au Venezuela. Sa capitale est Guaramacal.

## Environnement
La paroisse civile est en partie couverte, sur sa portion occidentale, par le parc national Guaramacal.